# The Closer
The Closer ist eine US-amerikanische Fernsehserie mit Kyra Sedgwick in der Hauptrolle der Deputy Chief Brenda Leigh Johnson. Die Handlung der Serie wurde in den letzten Folgen in den Ableger Major Crimes überführt, an dem Sedgwick nicht mitwirkt.

## Handlung
Die Polizistin Brenda Leigh Johnson zieht von Atlanta nach Los Angeles, um beim LAPD (Los Angeles Police Department) als Deputy Chief eine Spezialeinheit der Mordabteilung zu leiten. Die neue Einheit beschäftigt sich mit besonders schwierigen Mordfällen und hat zunächst den Namen Priority Murder Squad. Als Brenda das frischgedruckte Briefpapier mit dem Buchstabenkürzel PMS (prämenstruelles Syndrom) entdeckt, erfolgt schnell eine Umbenennung in Priority Homicide Division, aus der später die Major Crimes Division wird.

## Hauptfiguren

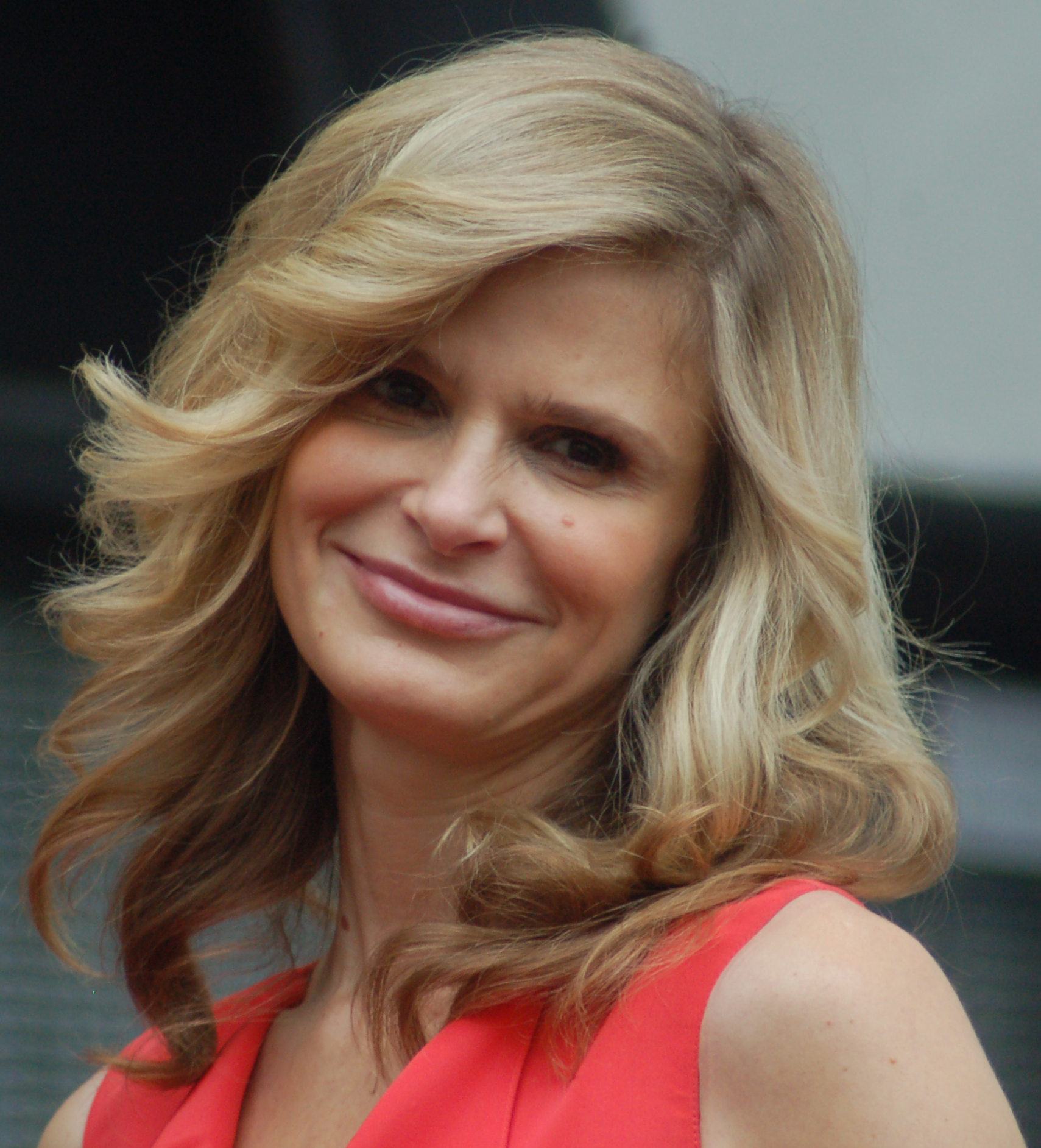
Kyra Sedgwick spielt Deputy Chief Brenda Leigh Johnson

Deputy Chief Brenda Leigh Johnson  ist die harte und intelligente Frau an der Spitze des Teams. Brenda wurde von der CIA ausgebildet. Sie geht immer ernst an die Fälle heran und hat einen exzentrischen Charakter. Jedoch hat sie auch eine schwache Seite, besonders, wenn es um Süßigkeiten geht. Sie kollidiert aufgrund ihrer ungewöhnlichen Ermittlungsmethoden regelmäßig mit ihrer Führungsetage, setzt sich jedoch immer für ihre Leute ein. Johnson hat Orientierungsprobleme in der Stadt, Schwierigkeiten beim Einparken und es fällt ihr zunächst schwer, ihren Eltern die Beziehung zu Fritz Howard einzugestehen. Am Ende der vierten Staffel heiraten Brenda und Fritz.
In der vierten Staffel zeigt Brenda das erste Mal Schwäche als Führungskraft. Sie ist mit den Streitigkeiten zwischen Daniels und Gabriel nach deren Trennung überfordert und hofft, dass die beiden von allein zur Vernunft kommen.
In der sechsten Staffel tritt der alte Chief of Police ab und im Rahmen der Neubesetzung des Chiefposten bittet Captain Raydor, die Frauenbeauftragte des LAPD, Brenda, sich um die Stelle zu bewerben. Hierbei kommt es zu einem Konflikt zwischen ihr und Will Pope, der sein ganzes Leben lang auf diesen Posten hingearbeitet hat. Allerdings wird Pope erst gar nicht in die engere Wahl genommen. Zum Schluss sind nur noch Brenda und Deputy Chief Thomas Delk von der Antiterroreinheit übrig. Deputy Chief Delk wird schließlich neuer Chief, da Brenda am Vortag der Entscheidung einen Attentäter erschießen muss.
In der letzten Staffel handelt sich Brenda Probleme ein, nachdem sie in der vorherigen Staffel indirekt mit für den Tod von Turell Baylor verantwortlich war und nun verklagt wird. Sie können sich schließlich außergerichtlich einigen.
Brendas größter Gegner ist der Anwalt Philipp Stroh. Bereits in der vierten Staffel stellt sich heraus, dass Stroh mehrere Frauen vergewaltigt und ermordet hat. Doch da man ihm nichts nachweisen kann, bleibt Stroh auf freiem Fuß. In der Folge 7.16 treffen sie sich wieder, als er einen Vergewaltiger als Anwalt vertritt. Brenda verdächtigt ihn als Partner des Vergewaltigers; es stellt sich jedoch heraus, dass er damit nichts zu tun hat. In der letzten Folge ist die Polizei wieder hinter Stroh her. Um ihn anhand seiner DNA überführen zu können, attackiert Brenda ihn im Aufzug des Polizeigebäudes. Kurz darauf bricht Stroh in ihr Haus ein, Brenda feuert auf Stroh aus Notwehr drei Schüsse ab und verletzt ihn schwer. Aufgrund der Attacke, um an Strohs DNA zu kommen, wird sie suspendiert. Sie kündigt beim LAPD und nimmt einen neuen Job bei der Staatsanwaltschaft an.
Assistant Chief of Operations Will Pope  ist Brendas Chef. Sie hatte früher eine Affäre mit ihm. Er unterstützt Brenda, verlangt jedoch, dass sie sich an die Regeln hält. Er war früher auch ihr Chef bei der Polizei in Washington.
In der letzten Folge wird er zum Chief befördert. Somit hat er keine Möglichkeit mehr, Major Crimes direkt zu beaufsichtigen und Taylor übernimmt seinen Job.
Captain Russell Taylor  führt die Raub- und Mordkommission beim LAPD. Wie sich bei einem Gespräch mit Chief Pope herausstellt, hatte er gehofft, die Leitung der neu gegründeten Einheit Priority Homicide übernehmen zu können und damit zum Deputy Chief befördert zu werden. Dass stattdessen eine Polizistin aus Atlanta „importiert“ wurde, macht ihm immer wieder zu schaffen. Da sich Brenda immer wieder in seine Ermittlungen einmischt oder seinen Ermittlungsstil kritisiert, geraten die beiden oft aneinander. Im Verlauf der Serie arrangiert sich Taylor jedoch immer besser mit ihr aus Respekt vor ihren Erfolgen.
Am Ende der ersten Staffel erhält Taylor eine Beförderung zum Commander, am Ende der siebten zum Assistant Chief of Operations, und übernimmt damit Popes alten Job.
Detective Sergeant David Gabriel  ist Brendas Assistent und vertrautester Mitarbeiter. Er hat eine Beziehung mit Daniels, die jedoch im Verlauf der vierten Staffel in die Brüche geht.
In der finalen Staffel hat die Abteilung mit einem Leck zu kämpfen. Schließlich stellt sich heraus, dass Gabriel beziehungsweise dessen Freundin dafür verantwortlich war. Als Konsequenz daraus wechselt er zusammen mit Brenda in die Staatsanwaltschaft.
Detective Lieutenant Louie Provenza  ist das älteste Mitglied der Major Crimes Division. Er gibt vor, sehr hart zu sein, hat jedoch einen weichen Kern und war fünfmal (mit vier Frauen) verheiratet. Am Ende der vierten Staffel ist es Provenza, der angesichts der ständigen Zankereien zwischen Daniels und Gabriel überraschend ein Machtwort spricht und beiden klarmacht, dass einer von ihnen das Team verlassen muss, da die Qualität der Arbeit aller unter den Streitigkeiten leidet.
In der fünften Staffel erfährt man erstmals seinen Vornamen, als er von seinem ehemaligen Kollegen George Georgette Andrews (Gaststar Beau Bridges), der zwischenzeitlich eine Geschlechtsumwandlung vollzog, so genannt wird.
Detective Lieutenant Andy Flynn  war anfangs sehr unbeliebt im Team, weil er als Commander Taylors Maulwurf Interna weitergab und gegen Brenda hetzte. Als Taylor zum Ende der ersten Staffel wegen möglicher Verfahrensfehler eine Untersuchung gegen Flynn einleiten will, lehnt Brenda dies ab. Nachdem sich alles aufgeklärt hat und Taylor erneut gegen Brenda anstachelt, erklärt Flynn, dass er die Mordkommission verlassen und in ihre Abteilung versetzt werden möchte. In der vierten Staffel kommt heraus, dass Flynn trockener Alkoholiker ist und regelmäßig Motivationsreden bei AA-Meetings hält.
Detective Julio Sanchez  ist hispanischer Herkunft. Er spricht fließend Spanisch. Sanchez verhält sich seinen Vorgesetzten gegenüber im Vergleich zu den anderen Team-Mitgliedern besonders respektvoll („Schön, Sie wieder zu sehen, Chief Pope, Sir“), worüber sich Provenza gerne lustig macht. Er erzählt am Ende der 4. Staffel, dass seine Frau seit sechs Jahren tot ist. In der gleichen Staffel wird auch sein Bruder von Mitgliedern einer Straßengang erschossen.
Detective Lieutenant Michael Tao  ist der Computerexperte im Team. Vor seiner Zeit beim LAPD war er beim CID der US-Armee.
Special Agent Fritz Howard  ist FBI-Agent und Brendas Kontaktmann zum FBI, so versorgt er sie mit Informationen. Beide haben von Beginn der Serie an eine Beziehung, im weiteren Verlauf ist genau diese Beziehung immer wieder der Anlass für Streitereien, wenn es um Zuständigkeiten zwischen FBI und LAPD geht. Am Ende der vierten Staffel heiraten die beiden. Ebenso wie Flynn ist Fritz trockener Alkoholiker.
Civilian Surveillance Technician Francis „Buzz“ Watson  ist Zivilangestellter und Überwachungstechniker des LAPD. Bei seiner Arbeit ist er sehr penibel und arbeitet streng nach Vorschrift. Er spricht Spanisch und tritt bei Gelegenheit als Dolmetscher auf.
Detective Irene Daniels war neben Brenda die zweite Frau im Team. Sie befragte häufig die Frauen, da sie sanfter an Verdächtigte heranging als Brenda. Häufig klärte sie auch Rechtsfragen. Sie hatte eine Beziehung mit Gabriel, diese endete aber im Verlauf der vierten Staffel. Ihr Verhältnis zu Gabriel ist fortan von ewigen Streitereien geprägt. Zu Beginn der fünften Staffel verlässt sie das Team.
Captain Sharon Raydor  ist die Leiterin der Force Investigation Division, die jede Gewaltanwendung durch Polizisten des LAPD untersucht. Hierbei gerät sie öfter in Konflikt mit Brenda und ihrem Team.
Nach der Suspendierung von Deputy Chief Brenda Leigh Johnson übernimmt sie schließlich die Abteilung Major Crimes.

## Nebenfiguren
Willie Rae Johnson ist Brendas Mutter. Willie Rae ist der Puffer zwischen Brenda und ihrem Vater. Ihre Begeisterung für Brendas Arbeit bringt Brenda bisweilen in Verlegenheit. Nichtsdestoweniger haben sie und Brenda ein enges, liebevolles Verhältnis. Sie stirbt in der letzten Staffel.
Clay Johnson ist Brendas Vater. Er ist oftmals verletzt durch Brendas Vernachlässigung der Familie, liebt sie aber bedingungslos, so wie sie es umgekehrt auch tut.
Claire Howard ist Fritz’ schillernde Schwester und Brendas Schwägerin – ein Wunder an Einfühlungsvermögen, wie sie sich selbst beschreibt, und eine Anhängerin zahlreicher alternativer Methoden; sie „hilft“ der Abteilung (Major Crimes Division) bei einem der Fälle.
Dr. Crippen ist der Gerichtsmediziner, mit dem Brenda und ihr Team am meisten zu tun haben. Er ist anfangs verärgert über Brendas Verhalten, so wie der Rest der Abteilung. Am Anfang der dritten Staffel erscheint er wegen einer erlittenen Verletzung nicht mehr.
Dr. Morales  ist Gerichtsmediziner, der die Arbeit des verletzten Dr. Crippen ab der dritten Staffel übernimmt. Er ist sarkastisch und schroff in seinem Verhalten, aber leidenschaftlich bei seiner Arbeit. Später stellt sich heraus, dass er homosexuell ist.
Dr. Terrence Hynes ist ein unbeholfen und linkisch wirkender Techniker des gerichtsmedizinischen Instituts von LA County mit einem merkwürdigen Sinn für Humor. Hynes ist verantwortlich für den Transport der Leichen zur Autopsie in das Institut und für die Unterstützung des Gerichtsmediziners. Seit der Episode Mord frei Haus trägt auch er einen Doktortitel. Terrence hat ein großes Faible für Brenda und versucht mehrfach, sie einzuladen.
Deputy DA Martin Garnett ist der stellvertretende Staatsanwalt für den Distrikt von LA County. Er entscheidet darüber, ob Brendas Fälle vor Gericht verhandelt werden. Er und Brenda haben ein oftmals schwieriges Arbeitsverhältnis.
Detective Ross ist ein raubeiniger Detective des Dezernates für Kapitalverbrechen, dessen Loyalität Commander Taylor gilt. Er ist oft Zielscheibe der Scherze von Brendas Team.
Tom Blanchard ist Brendas und Popes Anwalt bei verschiedenen Gelegenheiten, unabhängig davon, dass er Mandanten auch gegenüber dem Dezernat vertritt. Er ist ein hochqualifizierter Anwalt, der seine Fähigkeiten kennt und sie zu nutzen weiß. Bei einer Gelegenheit nimmt er ein Geschenk an sich, welches Brenda von Pope erhielt, aber nicht geöffnet hatte. Um Brenda zu schützen, behält er für sich, was es war.
Ricardo Ramos ist ein Reporter der LA Times. Er beobachtet gelegentlich die Fälle des LAPD oder leistet Hilfestellung bei der Aufklärung. Zwischen ihm und dem Departement herrscht eine gewisse Spannung seit einem Zeitungsartikel, in dem er bei der Auswahl der Fälle eine Bevorzugung wohlhabender, weißer Opfer unterstellt.
Charlene „Charlie“ Johnson ist die Nichte von Brenda. Sie wird von Willie Rae nach Los Angeles gebracht, damit Brenda sich ihrer Probleme annimmt. Sie sorgt vielfach für Ärger, unter anderem bringt sie in einer Folge Brenda dazu, Haschkekse zu essen.

## Synchronisation
Die deutsche Synchronisation entstand nach einem Dialogbuch und unter der Dialogregie von Jan Odle.
| Name                                                  | Schauspieler         | Dauer der Hauptrolle | Dauer der Nebenrolle | Synchronsprecher         |
| ----------------------------------------------------- | -------------------- | -------------------- | -------------------- | ------------------------ |
| Deputy Chief Brenda Leigh Johnson                     | Kyra Sedgwick        | 1–7                  |                      | Ghadah Al-Akel           |
| Assistant Chief Will Pope                             | J. K. Simmons        | 1–7                  |                      | Frank Engelhardt         |
| Commander Russel Taylor                               | Robert Gossett       | 1–7                  |                      | Holger Schwiers          |
| Detective Sergeant David Gabriel                      | Corey Reynolds       | 1–7                  |                      | Tobias Kluckert          |
| Detective Lieutenant Louie Provenza                   | G. W. Bailey         | 1–7                  |                      | Engelbert von Nordhausen |
| Detective Lieutenant Andy Flynn                       | Anthony John Denison | 1–7                  |                      | Bodo Wolf                |
| Special Agent Fritz Howard                            | Jon Tenney           | 1–7                  |                      | Crock Krumbiegel         |
| Detective Lieutenant Michael Tao                      | Michael Paul Chan    | 3–7                  | 1–2                  | Helmut Gauß              |
| Detective Julio Sanchez                               | Raymond Cruz         | 3–7                  | 1–2                  | Dennis Schmidt-Foß       |
| Civilian Surveillance Technican Francis „Buzz“ Watson | Phillip P. Keene     | 4–7                  | 1–3                  | Marius Clarén            |
| Detective Irene Daniels                               | Gina Ravera          | 3–4                  | 1–2                  | Katrin Zimmermann        |
| Willie Rae Johnson                                    | Frances Sternhagen   |                      | 1–7                  | Hannelore Minkus         |
| Clay Johnson                                          | Barry Corbin         |                      | 1–7                  | Hartmut Neugebauer       |
| Dr. Morales                                           | Jonathan Del Arco    |                      | 3–7                  | Robin Kahnmeyer          |
| Captain Sharon Raydor                                 | Mary McDonnell       | 7                    | 5–6                  | Dagmar Dempe             |

## Ausstrahlung und Reichweite

### Vereinigte Staaten
In den USA begann die Ausstrahlung der ersten Staffel am 13. Juni 2005 auf TNT und endete am 5. September 2005. Bis zur vierten Staffel wurde seitdem im Juni mit der Erstausstrahlung einer neuen Staffel begonnen, die im Dezember des gleichen Jahres endete. Die vierte Staffel startete am 14. Juli 2008 und endete am 23. Februar 2009. Die fünfte startete am 8. Juni 2009 und endete am 21. Dezember 2009. Die sechste Staffel lief von dem 12. Juli 2010 bis zum 3. Januar 2011 auf TNT.
Am 30. Juli 2010 verlängerte TNT The Closer frühzeitig um eine 15-teilige siebte Staffel, die, wie am 10. Dezember 2010 bekannt gegeben wurde, die letzte ist. Das Serienfinale wurde am 13. August 2012 ausgestrahlt.
| Staffel | Episoden | Ausstrahlung                      |
| ------- | -------- | --------------------------------- |
| 1       | 13       | 13. Juni 2005 – 5. September 2005 |
| 2       | 15       | 12. Juni 2006 – 4. Dezember 2006  |
| 3       | 15       | 18. Juni 2007 – 3. Dezember 2007  |
| 4       | 15       | 14. Juli 2008 – 23. Februar 2009  |
| 5       | 15       | 8. Juni 2009 – 21. Dezember 2009  |
| 6       | 15       | 12. Juli 2010 – 3. Januar 2011    |
| 7       | 21       | 11. Juli 2011 – 13. August 2012   |

### Deutschland
In Deutschland startete die Serie am 8. November 2006 auf VOX. Der Sender strahlte die ersten beiden Staffeln ohne Unterbrechung immer mittwochs um 21:10 Uhr aus. Die ersten zehn Folgen der dritten Staffel wurden nach fast einem Jahr Pause zwischen dem 2. April 2008 und dem 4. Juni 2008 immer noch mittwochs um 21:10 Uhr ausgestrahlt. Die restlichen fünf Folgen der Staffel 3 wurden erst nach der fünften Staffel Mitte 2010 in Deutschland ausgestrahlt. Ein Grund dafür wurde nicht genannt. Vox strahlte zwischen dem 18. September 2009, jetzt immer freitags um 21:05 Uhr, und dem 8. Januar 2010 die vierte Staffel aus. Die fünfte Staffel lief vom 15. Januar bis zum 30. April 2010 auf VOX. Die Ausstrahlung der sechsten Staffel lief vom 18. März 2011 bis zum 24. Juni 2011 ebenfalls auf VOX.
Die Ausstrahlung der siebten und letzten Staffel fand seit dem 14. März 2012 im Doppelpack mit Rizzoli & Isles statt, wurde jedoch am 7. Juli 2012 nach fünfzehn gezeigten Episoden vorerst unterbrochen. Die Ausstrahlung der finalen sechs Folgen erfolgte vom 20. November 2013 bis zum 15. Januar 2014 wieder auf VOX.
| Staffel | Episoden | Ausstrahlung                                               |
| ------- | -------- | ---------------------------------------------------------- |
| 1       | 13       | 8. November 2006 – 31. Januar 2007                         |
| 2       | 15       | 7. Februar 2007 – 16. Mai 2007                             |
| 3       | 10 5     | 2. April 2008 – 4. Juni 2008 16. Juli 2010 – 30. Juli 2010 |
| 4       | 15       | 18. September 2009 – 8. Januar 2010                        |
| 5       | 15       | 15. Januar 2010 – 30. April 2010                           |
| 6       | 15       | 18. März 2011 – 24. Juni 2011                              |
| 7       | 21       | 14. März 2012 – 15. Januar 2014                            |

### Österreich
In Österreich läuft die Serie seit dem 8. Januar 2007 auf ORF eins. Der Sender strahlte die ersten beiden Staffeln ohne Unterbrechung immer montags um 21:05 Uhr aus. Die dritte Staffel wurde nach einer sechsmonatigen Pause zwischen dem 21. April und dem 8. August 2008 immer noch montags um 21:05 Uhr ausgestrahlt. Die vierte Staffel wurde vom 12. Januar 2009 bis Folge 12 am 6. April 2009 ausgestrahlt. Zwischen dem 25. Januar und dem 8. Februar setzte ORF1 die vierte Staffel fort. Die fünfte Staffel lief vom 1. März bis zum 21. Juni 2010 auf ORF eins. Die beiden letzten Staffeln liefen in unregelmäßigen Abständen in den Jahren 2011 bis 2013.
| Staffel | Episoden | Ausstrahlung                                                      |
| ------- | -------- | ----------------------------------------------------------------- |
| I       | 13       | 8. Januar 2007 – 16. April 2007                                   |
| II      | 15       | 23. April 2007 – 6. August 2007                                   |
| III     | 15       | 21. April 2008 – 18. August 2008                                  |
| IV      | 12 3     | 12. Januar 2009 – 6. April 2009 25. Januar 2010 – 8. Februar 2010 |
| V       | 15       | 1. März 2010 – 21. Juni 2010                                      |
| VI      | 12       | 4. April 2011 – 20. Juni 2011                                     |
| VII     | 21       | 30. Januar 2012 – 22. Juli 2013                                   |

### Schweiz
In der Schweiz strahlte der Sender SRF zwei die erste Staffel vom 20. August bis zum 19. November 2007 aus.

## Auszeichnungen
Kyra Sedgwick war von 2006 bis 2011 jeweils für einen Golden Globe Award nominiert, den sie 2007 auch gewann, außerdem nominiert 2006 bis 2008 sowie 2010  für einen Emmy Award, den sie 2010 gewann. 2006 erhielt sie auch eine Nominierung für einen Television Critics Association Award.
Neben Sedgwicks Nominierungen 2006 bis 2009 jeweils für einen Screen Actors Guild Award war auch das Schauspielerensemble in den Jahren 2006, 2008 und 2009 jeweils für den gleichen Preis nominiert. 2005 und 2006 gewann Sedgwick einen Satellite Award, 2006 einen Gracie Allen Award und 2009 einen People’s Choice Award.
Raymond Cruz gewann 2006 einen Imagen Foundation Award. Die Serie war im gleichen Jahr außerdem für einen Saturn Award nominiert.

## Hintergrund
- Als Closer bezeichnet man jemanden, der einen Fall abschließen kann (von to close a case oder to close a deal, d. h. „einen Fall abschließen“ oder „ein Geschäft abschließen“).
- Die Darstellerin der problematischen Nichte Charlie Johnson ist Sosie Bacon, die Tochter von Hauptdarstellerin Kyra Sedgwick und ihrem Mann Kevin Bacon.
- Bei den DVD Specials zur 7. Staffel ist unter den verpatzten Szenen eine zu sehen, wie Brenda und ihr Vater über Frühstücks-Pfannkuchen diskutieren. Als das Stichwort fällt, dass Pfannkuchen mit Bacon die besten sind, springt Kyra Sedgwicks Ehemann Kevin Bacon überraschend ins Set, was ein großes Lachen bei der Crew auslöst.
- Die Fernsehserie wurde in Santa Clarita und in Burbank (Kalifornien) gedreht.
- Jede Staffel hat ein Thema, um das sich die Handlungen drehen. Dies gilt sowohl für die Mordfälle als auch für Brendas Privatleben. In der ersten Staffel lautet das Thema Eine Frau in einer Männerwelt, in der zweiten Beziehungen, in der dritten  Familie. Das Thema der vierten Staffel wird mit dem Wort Gewalt umschrieben, gemeint ist die Gewalt des Rechtssystems und der Presse. Staffel fünf handelt von Veränderungen, Staffel sechs von Anpassungen, Staffel sieben von Liebe und Verlust.[7]
- Brenda, Buzz und Provenza sind die einzigen, die in jeder (im Fernsehen ausgestrahlten) Folge zu sehen sind. Auch Pope, Gabriel, Taylor, Fritz und Tao stehen bei allen Folgen auf der Besetzungsliste, sind aber in einigen Episoden nur auf der DVD in den geschnittenen Szenen zu sehen.[8]
- Brenda hat im englischen Original einen starken Südstaaten-Akzent, der in die deutsche Synchronisation nicht einfloss. Darstellerin Kyra Sedgwick stammt allerdings aus New York.
- Dass Fritz trockener Alkoholiker ist, war ursprünglich nicht geplant. Im Special von Staffel 7 berichtet er, dass er anfangs nur deshalb auf Alkohol verzichtet hat, weil er den in Episode 1 erwähnten Gewichtsverlust von 15 kg halten wollte.

## DVD-Veröffentlichung
Vereinigte Staaten
- Staffel 1 erschien am 23. Mai 2006
- Staffel 2 erschien am 29. Mai 2007
- Staffel 3 erschien am 1. Juli 2008
- Staffel 4 erschien am 26. Mai 2009
- Staffel 5 erschien am 29. Juni 2010
- Staffel 6 erschien am 21. Juni 2011
- Staffel 7 erschien am 21. August 2012

Großbritannien
- Staffel 1 erschien am 15. Januar 2007

Deutschland
- Staffel 1 erschien am 2. März 2007
- Staffel 2 erschien am 15. Juni 2007
- Staffel 3 erschien am 15. August 2008
- Staffel 4 erschien am 16. Oktober 2009
- Staffel 5 erschien am 10. Juli 2010
- Staffel 6 erschien am 15. Juli 2011
- Staffel 7 erschien am 7. Februar 2014